# Gestore degli eventi
Un gestore degli eventi è una parte di un programma creata per istruire il programma stesso sulle azioni che devono essere eseguite in risposta ad uno specifico evento, ad esempio il click sul tasto di un mouse, il trascinamento di una barra di scorrimento o la pressione di un pulsante. Le funzioni scritte dal programmatore per gestire gli eventi in modo personalizzato saranno eseguite a cura del dispatcher del sistema operativo, che si occupa anche di rilevare e gestire gli eventi innescati dall'interfaccia grafica.
Il modo di funzionare di un gestore degli eventi dipende essenzialmente dal sistema operativo, dal linguaggio di programmazione e dalla struttura dell'interfaccia grafica. Il programmatore deve consultare la documentazione a corredo della piattaforma di sviluppo usata per applicare la sintassi più appropriata per gestire gli eventi, e, soprattutto, sforzarsi di acquisire una profonda comprensione di come lavora il sistema operativo.